# 章表
章表（1424年—？），字翔鳳，直隸蘇州府常熟縣人，官籍，明朝政治人物。同進士出身。

## 生平
景泰元年（1450年）庚午科應天府鄉試第一名。景泰二年（1451年）辛未科會試第二十一名，殿試登進士第三甲第八十七名。選翰林院庶吉士，學士高穀賞識其文字，欲留之館閣，章表堅請外調，於是出為行人司行人，陞刑部員外郎，晉郎中，遷廣西左參議。因恃才傲物，得罪右都御史韓雍而罷官。卒於家。

## 家族
曾祖父章日敬。祖父章煥文。父亲章珪，曾任監察御史。兄章儀，舉人出身，官國子監助教。弟章格，同榜進士，官至大理寺卿。章律，景泰五年進士。